# 伊特區
17°31′27″S 70°34′32″W / 17.52417°S 70.57556°W
伊特區（西班牙語：Distrito de Ite），是秘魯的一個區，位於該國南部塔克納大區的豪爾赫巴薩德雷省，始建於1961年6月12日，面積848.3平方公里，海拔高度175米，2005年人口1,763，人口密度每平方公里2.1人。